# صاحبة العصمة (فلم)
صاحبة العصمة هو فيلم فكاهي من بطولة إسماعيل ياسين يؤدي فيه دور مونولوجيست (مغني أغاني خفيفية) تتحسن أوضاعه بعد زواجه من سيدة ثرية (تحية كاريوكا) التي تشترط أن تكون العصمة في يدها (أي أن يكون لها حق تطليق نفسها في الوقت الذي تريد)، ومع ذلك فإن إخوتها يتعرضون على هذا الزواج.
جميع أغاني الفيلم من تأليف فتحي قورة، وقد لحنها كل من محمود الشريف، ومنير مراد، وعطية شرارة، ومن أجمل تلك الأغاني هي الأغنية التي يتحدث فيها إسماعيل ياسين عن مزايا الفقر ويقول: «اللهم افقرني كمان...اللهم أغني عدويني»، فتردد الفرقة من وراءه: «اللهم آمين...واجعلنا عدوين».

## وصلات خارجية
- صاحبة العصمة على موقع IMDb (الإنجليزية)
- صاحبة العصمة على موقع الدهليز
- صاحبة العصمة على موقع قاعدة بيانات الأفلام العربية
- صاحبة العصمة على موقع قاعدة بيانات الفيلم (الإنجليزية)
- صاحبة العصمة على موقع ليتربوكسد (الإنجليزية)